# Vallmanya (Alcarrás)
Vallmanya es una entidad de población española del municipio de Alcarrás, perteneciente a la provincia de Lérida, en la comunidad autónoma de Cataluña.

## Toponimia
El nombre del lugar puede encontrarse mencionado con las grafías Valmaña y Vallmanya.

## Historia
La localidad es descrita en el decimoquinto volumen del Diccionario geográfico-estadístico-histórico de España y sus posesiones de Ultramar de Pascual Madoz como un despoblado, de la siguiente manera:

VALMAÑA: térm. desp. en la prov. y part. jud. de Lérida, jurisd. del l. de Alcarraz
(Madoz, 1849, pp. 459-460)

En 2021 la entidad singular de población tenía empadronados 8 habitantes. En Vallmanya se encuentra un inmueble que fue propiedad del político y militar Francesc Macià.